# Joseph Zaman

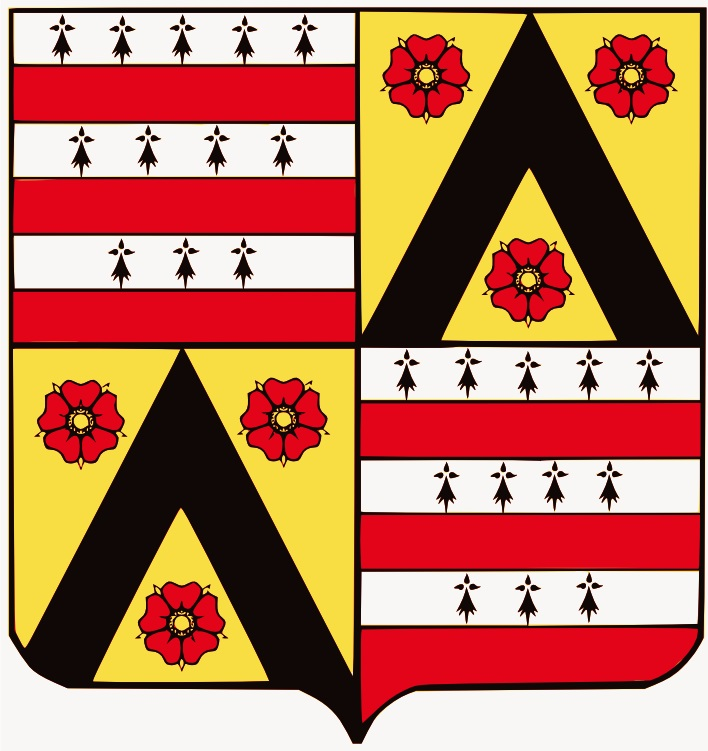
Wapenschild van de familie Zaman

Joseph Emmanuel Jérôme Zaman (Brussel, 10 maart 1812 - 11 juli 1894) was Belgisch industrieel en  senator.

## Familie
Joseph Zaman behoorde tot een familie afkomstig uit Sinaai, waarvan de voorouders erfelijke "meyers" waren. Hij was zoon van advocaat en industrieel Joseph Bernard Zaman (1776-1826) en Barbe Wyns (1782-1868). Zijn moeder was een dochter van ridder Nicolas Wyns, jurist. Wanneer hij veertien jaar was overleed zijn vader en werd hij onder de hoede genomen van zijn oom, ridder François-Jean Wyns de Raucour, advocaat, burgemeester van Brussel, provincieraadslid van Brabant en ondervoorzitter van de Senaat. Hij had neven en nichten afkomstig uit Zeveneken, waarvan het echtpaar Charles Benedict Stoop-Zaman in Sint-Niklaas van belang waren; ze stichten een school voor de armen.
Hij trouwde in 1840 in Brussel met gravin Cécile du Monceau (1819-1905), dochter van luitenant-generaal Jean-François Dumonceau.
Ze kregen twee zoons en twee dochters. De drie kinderen die de volwassen leeftijd bereikten, trouwden adellijk.
- Cécile Zaman (1841-1921), trouwde in 1861 in Brussel met baron Paul de Fierlant (1832-1914), burgemeester van Limal, zoon van François de Fierlant, gemeenteraadslid van Brussel, provincieraadslid van Brabant en raadsheer in het Hof van Cassatie. Ze kregen een zoon, met afstammelingen tot heden.
- Jules Zaman (1844-1845)
- Félix Zaman (1846-1902), arrondissementscommissaris van Mechelen, trouwde in 1868 in Brussel met gravin Mathilde d'Oultremont (1846-1914), dochter van graaf Ferdinand d'Oultremont, kamerheer van koning Willem I en prins Frederik, en broer van graven Émile, Adrien en John d'Oultremont. Het huwelijk bleef kinderloos.
- Anne Zaman (1848-1901), trouwde in 1866 in Brussel met baron Victor d'Huart (1840-1918), zoon van baron Edouard d'Huart, lid van de Provinciale Staten van Luxemburg, lid van het Nationaal Congres, minister van Financiën, volksvertegenwoordiger, senator, gouverneur van Namen en minister van Staat. Ze kregen een zoon en twee dochters, met afstammelingen tot heden.

Zaman werd in 1858 in de Belgische erfelijke adel opgenomen. Hierbij hernam hij het wapenschild uit de 17e eeuw, met het morenpaar boven het schild.
Het overlijden van zijn zoon Félix in 1902 betekende het definitieve einde van de familietak Zaman. Hij bleef kinderloos en de familienaam is in 1921, in de persoon van Cécile Zaman, uitgestorven. 

## Biografie
Beroepshalve was Zaman een industrieel, uitbater van steengroeven en suikerfabrieken en aanverwanten zoals de spoorweg tussen Taviers en Ambresin.
In 1858 werd hij liberaal senator voor het arrondissement Nijvel en vervulde dit mandaat tot in 1870.
Hij was oprichter van:
- Société des carrières de porphyre de Quenast,
- Société anonyme la Métallurgique,
- Suikerfabriek van Embresin (Zaman & Cie).

Hij was verder ook nog bestuurder van:
- Société de Corphalie (zink),
- Société de défrichement de la Campine,
- Spoorweg Tienen-Diest,
- Spoorwegen Temse-Landen,
- Société immobiliaire bruxelloise (arbeiderswoningen).